# Літмир
Лі́тми́р — річка в Україні, в межах Самбірського району Львівської області. Ліва притока Яблуньки (басейн Стрию).

## Опис і розташування
Річка бере початок з котловини, яка розташована на південно-західному схилі поперечного гірського пасма, між горами Висока і Розлуч (933 м). Джерело, яке вважається основним витоком річки, лежить на висоті приблизно 600 м н. р. м. Неподалік цього місця (на відстані 0,5 км) на протилежному схилі гори Голованівки (706 м) витікає річка Дністер. Літмир протікає давньою Турківською поздовжною долиною в південно-східному напрямі через село Присліп  до міста Турки.
Впадає в річку Яблуньку притоку Стрия в центрі Турки.
Довжина Літмиру приблизно 12 км, площа басейну 42 км². Літмир — типово гірська річка з кам'янистим дном і швидкою течією в початковій частині. Нерідко бувають паводки зі стрімким підйомом рівня води (у 2008 році — до 2 метрів), що призводить до підтоплення центральної частини міста Турки в середній течії і в зоні гирла річки.
Значна частина річки протікає через місто Турку, що негативно впливає на її екологічний стан та стан її берегів, призводить до суттєвого побутового забруднення і засмічення.

## Фотографії

Літмир: верхів'я річки
Літмир: вихід на Турківську поздовжню долину
Місце впадіння Літмиру в Яблуньку: затори льоду